# El payaso Plim Plim, un héroe del corazón
El payaso Plim Plim, un héroe del corazón, o también llamado simplemente Plim Plim es una serie educativa y de entretenimiento argentina dirigida a niños en edad preescolar, protagonizada por un superhéroe muy especial cuya motivación principal es trasmitir valores positivos.
Acompañado por un divertido grupo de amigos, Nesho, Bam, Acuarella, Mei-Li, Hoggie, Tuni y Wichi, junto a la maestra Arafa, Plim Plim emprende mágicas aventuras que exploran aspectos cotidianos de la vida diaria. Además, fomenta hábitos positivos apropiados para la edad y también valores humanos como compartir, respeto y el cuidado del medio ambiente.
Con un contenido visual y musicalmente atractivo, Plim Plim promueve el aprendizaje de manera lúdica y activa. Estimula el movimiento físico, el desarrollo social y emocional. Impulsa la creatividad y la curiosidad, tanto para niños como para adultos.
Plim Plim invita a los niños y sus familias a descubrir un mundo mágico, lleno de fantasía e imaginación, donde la bondad es el corazón de cada aventura y aprendizaje.
Plim Plim es una propiedad de Kids Magic LLC y fue creada por Smilehood, una productora argentina. En YouTube, El Payaso Plim Plim, un Héroe del Corazón cuenta con 32,1 millones de suscriptores, más de 33,9 millones de visitas diarias, 1.050 millones de visitas mensuales, 79,8 millones de horas de visualización y 56,8 millones de usuarios únicos.
En 2023, Plim Plim fue el canal preescolar de animación en español más visto en YouTube. Ese mismo año, según el ranking de Social Blade en la categoría Made-for-Kids, se posicionó como el canal preescolar en español número uno, y además, como la serie con más demanda en América Latina (Parrot Analytics).

## Origen y desarrollo
En 2006, el productor y experto en marketing Guillermo Pino, propietario de los derechos comerciales de El Payaso Plim Plim, y el director creativo especializado en televisión, Claudio Pousada, deciden darle vida al personaje en formato de serie animada.
Después de un largo proceso, en 2009 presentan a Disney Latinoamérica 20 capítulos de la serie en español. El 21 de septiembre de 2011, se emitió el primer capítulo de "El Payaso Plim Plim, un héroe del corazón" a través del canal Disney Junior, "Las flores de Mei-li". Se estrenó oficialmente el 1 de octubre de 2011. El 4 de agosto de 2012, la serie empieza a emitirse por el Canal 13 sábados y domingos a las 9:00.
En el 2013, se convirtió en la primera serie animada argentina en llegar a los Estados Unidos, estrenándose el 14 de febrero en Discovery Familia.
Aunque el público al que se dirige Plim Plim son los niños de entre 0 y 5 años de edad, en sus narraciones también se incluyen guiños visuales y sonoros para padres y maestros.

## Personajes principales
- Plim Plim: amigo y héroe cuyo superpoder es la bondad. Ayuda a quién lo necesite a través del juego y la magia. Siempre acompaña a sus amigos con su ejemplo y su risa.

- Ms Arafa: una maestra atenta y amorosa que acompaña a los niños en su desarrollo brindando las condiciones adecuadas para que el aprendizaje sea exitoso.

- Wichiwi: gran compañero, siempre está atento a los niños para luego contarle a Plim Plim de sus aventuras. Su misión es ayudarlos y acompañarlos en su crecimiento.
- Tuni: transporte mágico que puede tomar muchas formas: auto, barco, tren, bus y hasta una nave espacial. Su combustible son las risas de los niños.

- Bam: cocinar y bailar son sus pasiones. Sobre todo cuando se trata de agasajar a sus amigos con alguna delicia o contagiando a todos con la alegría de su tambor.

- Hoggie: siempre está listo para la aventura, a pesar de que muchas veces su primera reacción es enojarse. Es un gran deportista y un amigo muy fiel.

- Acuarella: el arte es su forma de expresarse, tiene una sensibilidad muy particular. Es muy optimista y amorosa. Aunque es un poco distraída, ama todo y a todos los que conoce.

- Nesho: gracias a su curiosidad inagotable siempre descubre algo nuevo y le encanta compartir sus hallazgos. A veces es un poco tímido pero es feliz de estar con sus amigos.
- Mei-Li: siempre está en movimiento, baila y hace grandes piruetas sin dejar de lado su muñeca favorita. Es tan inquieta que a veces le cuesta seguir los ritmos más lentos de otros.

## Canales de YouTube
| Canal                         | Idioma    | Visitas Totales   | Visitas Mensuales | Suscriptores  |
| ----------------------------- | --------- | ----------------- | ----------------- | ------------- |
| El Payaso Plim Plim           | Español   | 27,8 mil millones | 1.000 millones    | 24,3 millones |
| Um Herói do Coração           | Portugués | 8,2 mil millones  | 214,3 millones    | 7,8 millones  |
| Plim Plim - The Kindness Hero | Inglés    | 904,1 millones    | 18,4 millones     | 1,4 millones  |
| Плим Плим                     | Ruso      | 430,5 millones    | 14,6 millones     | 572 mil       |
| Plim Plim - Pahlawan Hati     | Indonesio | 12,6 millones     | 1 millón          | 44,5 mil      |
| Plim Plim - Un Eroe del Cuore | Italiano  | 18 millones       | 2,3 millones      | 39,8 mil      |

## Catálogo de contenido
| Contenido                                 | Total de Episodios | Duración |
| ----------------------------------------- | ------------------ | -------- |
| El Payaso Plim Plim, un héroe del corazón | 60                 | 7´       |
| Las Mágicas Historias de Plim Plim        | 33                 | 2.30´    |
| Historias Musicales de Plim Plim          | 22                 | 1-3´     |

| Contenido                  | Videoclips |
| -------------------------- | ---------- |
| Las canciones de Plim Plim | 237        |
| Plim Plim Baby             | 23         |
| Aprendiendo con Plim Plim  | 160        |

| Contenido          | Videoclips | Episodios Didácticos |
| ------------------ | ---------- | -------------------- |
| Especial Halloween | 14         | 5                    |
| Especial Navidad   | 12         | 7                    |

## Producción

### Doblaje
| Personaje            | Actrices de doblaje en español                    |
| -------------------- | ------------------------------------------------- |
| Plim Plim            | Natalia Rosminati                                 |
| Nesho                | Natalia Rosminati                                 |
| Bam                  | Natalia Pupato                                    |
| Acuarella            | Natalia Pupato                                    |
| Mei Li               | Judith Cabral                                     |
| Hoggie               | Valeria Gómez                                     |
| Arafa                | Lucila Gómez                                      |
| Creador              | Guillermo Pino                                    |
| Dirección            | Sergio Iribarne, Mauricio Zubiri y Damián Soriano |
| Producción Ejecutiva | Pablo Lucini                                      |

## Licencias
Plim Plim expande la magia y los valores positivos de sus personajes a través de una amplia gama de productos y experiencias de entretenimiento diseñados para enriquecer la vida de los niños y sus familias. Desde juguetes y libros hasta artículos de fiesta, indumentaria y útiles escolares, cada producto es cuidadosamente creado para capturar la esencia de Plim Plim, ofreciendo diversión y aprendizaje en cada interacción. Plim Plim se compromete en asegurar que cada artículo no solo entretenga, sino que también refuerce los valores educativos y emocionales que sus personajes transmiten, brindando a padres e hijos una experiencia memorable. Sus productos se encuentran en el shop online, y en Amazon, Mercadolibre, jugueterías, supermercados y tiendas departamentales. 

## Plim Plim TV
El canal de TV del payaso Plim Plim comparte contenidos infantiles para seguir orientando a las familias en el fomento de valores positivos y el fomento de hábitos saludables. Fue lanzado mundialmente el 11 de septiembre de 2023, con una programación transmitida las 24 horas que incluye episodios, clips musicales y juegos didácticos. Se encuentra al aire en diversos países tales como Argentina, Perú, Chile, El Salvador, Uruguay, Paraguay, Ecuador, Colombia, México y Estados Unidos. El canal también incorpora Plim Plim Baby, en donde hay propuestas de música instrumental especialmente desarrolladas para bebés y contenido exclusivo.

## Obras de Teatro
“Plim Plim en Vivo” es un conjunto de formatos especialmente diseñados para niños en edad preescolar que combina la magia del teatro con los personajes favoritos de la serie. En cada experiencia teatral, los niños podrán sumergirse en un universo lleno de color, música y diversión, mientras aprenden valiosos valores como la amistad, el respeto y la solidaridad. Con una puesta en escena de primer nivel y las melodías que son éxito en YouTube, Plim Plim y sus amigos cobran vida en el escenario para brindar un espectáculo inolvidable que deleitará a toda la familia.

### Obras

#### Plim Plim en Vivo: Energía Musical (2024)
El 15 de junio se estrenó “Energía musical” en el Auditorio Belgrano. En esta obra, Plim Plim, Nesho, Hoggie, Bam, Acuarella y Mei-Li descubren la mejor manera de llenarse de energía para vivir aventuras mágicas en un show interactivo donde los niños pueden cantar, bailar y jugar con sus personajes favoritos y con todos los hits como: “Cabeza, hombro, rodilla, pies”, “Aram sam sam” y “Cerdito enojón”.

#### Plim Plim en Vivo: Una Aventura de Navidad (2023)
La obra “Una Aventura de Navidad” se estrenó en el 2023 en el Auditorio Belgrano y en el Teatro Devoto como parte del Festival Dulce Navidad. Como en “Una Aventura Musical”, Plim Plim y sus amigos Mei-Li, Hoggie, Bam, Nesho y Acuarella a través de la música viven entretenidas aventuras centradas en los valores y hábitos positivos. En esta obra, además de las canciones clásicas de Plim Plim se incluyen las canciones especiales de navidad.

#### Plim Plim en Vivo: Una Aventura Musical (2023)
El 24 de junio se estrenó “Una Aventura Musical” en el Auditorio Belgrano. En esta obra, Plim Plim junto a sus amigos Mei-Li, Hoggie, Bam, Nesho y Acuarella viven entretenidas aventuras centradas en los valores y hábitos positivos que aprenden en familia: saber compartir, alimentarse de un modo saludable y cuidar nuestro planeta. 

#### Plim Plim & el Profesor Burbujas (2016)
El día 18 de julio de 2016 se estrenó una segunda obra, “Plim Plim & el Profesor Burbujas”. En ella se presenta un nuevo personaje, compañero secundario de Plim Plim, “El Profesor Burbujas”, un científico loco experto en burbujas.
El Profesor Burbujas cree que puede hacer las burbujas más increíbles y grandes del mundo sin ayuda de los demás. Plim Plim, en complicidad con el público, le enseñará que la mejor manera de hacer las cosas es en equipo y mejor aún, con amigos.

#### Plim Plim en Vivo: Una Aventura Misteriosa (2013)
El día 1 de junio de 2013 se estrenó la primera versión teatral basada en la serie televisiva “Plim Plim en vivo: una aventura misteriosa” en el Teatro Metropolitan City de la Ciudad Autónoma de Buenos Aires, Argentina. Todos los personajes de la serie juegan a ser detectives. Los amigos encuentran un álbum de fotografías, una de las cuales está incompleta. Iniciarán la búsqueda, pero no podrán hacerlo solos. El público debe ayudarles a encontrar las pistas, y así es como descubren el valor de trabajar en equipo.

## Editorial
Junto con Penguin Random House, se han publicado siete libros del payaso Plim Plim en seis países de Latinoamérica y se han vendido más de 25 mil copias. 

### Libros
- Aprende jugando con Plim Plim (2023): Este libro contiene actividades lúdicas y pedagógicas diseñadas para niños y niñas a partir de los 3 años, y enfocadas a desarrollar la motricidad fina, incorporar números y colores, identificar las estaciones del año y mucho más.
- Descubre el mundo con Plim Plim (2023): Este libro contiene actividades lúdicas y pedagógicas diseñadas para niños y niñas a partir de los 2 años, y enfocadas a desarrollar la motricidad fina, reconocer formas, identificar colores y mucho más.
- El mundo de las emociones (2023): Un libro para ayudar a los niños y niñas a descubrir más acerca de sí mismos, acompañándolos a que conozcan y experimenten las distintas emociones.
- Hábitos positivos: higiene (2023): Un libro para ayudar a las niñas y los niños a desarrollar hábitos positivos de higiene y para aprender a conocerse y llevar una vida saludable y feliz desde la infancia.
- Cuentos cortos para viajar con Plim Plim (2023): Un libro de cuentos para que los niños se entretengan cuando salen de viaje. En estas páginas, van a conocer diferentes medios de transporte y a descubrir lugares asombrosos.
- El mundo de las emociones 2 (2024): Un segundo libro para acompañar a los niños y las niñas en el aprendizaje y experimentación de sus emociones.
- Cuentos cortos para dormir (2024): Historias simples y entretenidas para acompañar a niñas y niños en el momento de descansar. Pensadas especialmente para fortalecer el vínculo con madres y padres, estimular el sueño, fomentar la creatividad y disfrutar juntos.

## Juegos móviles

### Plim Plim: ¡A jugar!
En el 2024, Plim Plim lanzó su propio juego móvil “Plim Plim: ¡A jugar!”. Se trata de una aplicación educativa gratuita diseñada especialmente para que los más pequeños resuelvan puzzles, exploren los números, descubran los colores y conozcan las formas a través de entretenidos juegos animados junto a sus personajes favoritos. Esta cuenta con más de 30 juegos y está destinada para bebés y niños en edad preescolar entre 2 y 5 años.

## Redes sociales
| Cuenta                        | Redes Sociales |
| ----------------------------- | -------------- |
| El Payaso Plim Plim           | Instagram      |
| El Payaso Plim Plim           | Facebook       |
| El Payaso Plim Plim           | TikTok         |
| Um Herói do Coração           | Instagram      |
| Um Herói do Coração           | Facebook       |
| Um Herói do Coração           | TikTok         |
| Plim Plim - The Kindness Hero | Instagram      |
| Plim Plim - The Kindness Hero | Facebook       |
| Plim Plim - The Kindness Hero | TikTok         |
| Plim Plim - Pahlawan Hati     | Instagram      |
| Plim Plim - Pahlawan Hati     | TikTok         |

## Canales de música
Plim Plim cuenta con más de 2,3 millones de oyentes mensuales en Spotify y más de 27,6 millones de escuchas mensuales en el total de sus plataformas. Las canciones y melodías originales cantadas por Plim Plim y sus amigos están disponibles en las siguientes plataformas:
| Artista                       | Idioma    | Plataforma    |
| ----------------------------- | --------- | ------------- |
| El Payaso Plim Plim           | Español   | Spotify       |
| El Payaso Plim Plim           | Español   | Apple Music   |
| El Payaso Plim Plim           | Español   | Amazon Music  |
| El Payaso Plim Plim           | Español   | Deezer        |
| El Payaso Plim Plim           | Español   | Tidal         |
| El Payaso Plim Plim           | Español   | TikTok        |
| El Payaso Plim Plim           | Español   | YouTube Music |
| El Payaso Plim Plim           | Español   | YouTube       |
| El Payaso Plim Plim           | Español   | Instagram     |
| Um Herói do Coração           | Portugués | Spotify       |
| Um Herói do Coração           | Portugués | Apple Music   |
| Um Herói do Coração           | Portugués | Amazon Music  |
| Um Herói do Coração           | Portugués | Deezer        |
| Um Herói do Coração           | Portugués | Tidal         |
| Um Herói do Coração           | Portugués | TikTok        |
| Um Herói do Coração           | Portugués | YouTube Music |
| Um Herói do Coração           | Portugués | YouTube       |
| Um Herói do Coração           | Portugués | Instagram     |
| Plim Plim - The Kindness Hero | Inglés    | Spotify       |
| Plim Plim - The Kindness Hero | Inglés    | Apple Music   |
| Plim Plim - The Kindness Hero | Inglés    | Amazon Music  |
| Plim Plim - The Kindness Hero | Inglés    | Deezer        |
| Plim Plim - The Kindness Hero | Inglés    | Tidal         |
| Plim Plim - The Kindness Hero | Inglés    | TikTok        |
| Plim Plim - The Kindness Hero | Inglés    | YouTube Music |
| Plim Plim - The Kindness Hero | Inglés    | YouTube       |
| Plim Plim - The Kindness Hero | Inglés    | Instagram     |
| Плим Плим                     | Ruso      | Spotify       |
| Плим Плим                     | Ruso      | Apple Music   |
| Плим Плим                     | Ruso      | Amazon Music  |
| Плим Плим                     | Ruso      | YouTube Music |
| Плим Плим                     | Ruso      | YouTube       |
| Plim Plim - Pahlawan Hati     | Indonesio | Spotify       |
| Plim Plim - Pahlawan Hati     | Indonesio | Apple Music   |
| Plim Plim - Pahlawan Hati     | Indonesio | Amazon Music  |
| Plim Plim - Pahlawan Hati     | Indonesio | Deezer        |
| Plim Plim - Pahlawan Hati     | Indonesio | Tidal         |
| Plim Plim - Pahlawan Hati     | Indonesio | TikTok        |
| Plim Plim - Pahlawan Hati     | Indonesio | YouTube Music |
| Plim Plim - Pahlawan Hati     | Indonesio | YouTube       |
| Plim Plim - Pahlawan Hati     | Indonesio | Instagram     |
| Plim Plim - Un Eroe del Cuore | Italiano  | Spotify       |
| Plim Plim - Un Eroe del Cuore | Italiano  | Apple Music   |
| Plim Plim - Un Eroe del Cuore | Italiano  | Amazon Music  |
| Plim Plim - Un Eroe del Cuore | Italiano  | Deezer        |
| Plim Plim - Un Eroe del Cuore | Italiano  | YouTube Music |
| Plim Plim - Un Eroe del Cuore | Italiano  | YouTube       |

## Saludo personalizado
Plim Plim brinda la oportunidad de obsequiar una experiencia personalizada mediante un video en el que el Payaso Plim Plim ofrece un saludo especial al niño o niña en ocasión de su cumpleaños. Esta opción se puede encontrar a través de su página web.

## Premios y nominaciones
- 2015: Cynopsis Kids Imagination Awards, Mención de Honor.
- 2014: Premio Santa Clara de Asís.
- 2014: Nominación Martín Fierro TV Abierta.
- 2013: Premio Martín Fierro de Cable.
- 2013: Nominación Martín Fierro TV Abierta.
- 2012: Premio Mercurio a la excelencia en el Marketing en la categoría entretenimiento.
- 2012: Nominación Martín Fierro de Cable.
- 2012: Distinción Premios ATVC.

## Plim Plim solidario

### FESPI: Festival para las infancias (UNICEF)
El Payaso Plim Plim participó del Festival para las infancias organizado por UNICEF en noviembre del 2023 y volverá a participar en septiembre del 2024. 
Este festival convoca a reconocidos artistas y bandas musicales infantiles con el objetivo de recaudar fondos para que UNICEF continúe con sus proyectos en Argentina enfocados en mejorar el acceso a la educación, la salud, la protección, la alimentación y la participación.

### Función a beneficio del Hospital de Clínicas
El 29 de junio del 2024, el Payaso Plim Plim realizó una función de teatro con el objetivo de recaudar fondos para las reformas de los consultorios externos del área de pediatría del Hospital de Clínicas.

### Función a beneficio UNICEF
El 8 de julio de 2023 se realizó una función de “Una Aventura Musical” en el Auditorio Belgrano a beneficio de UNICEF. El objetivo era recaudar fondos para que UNICEF continué con su trabajo en Argentina enfocado en proteger a las infancias más vulnerables.

### Día del Niño Hospitalizado
El 13 de mayo del 2023, el día del niño hospitalizado, el Payaso Plim Plim fue a visitar a los niños de la Fundación para la Lucha contra las Enfermedades Neurológicas de la Infancia (Fleni).

### Fundación Messi
A través de un convenio con Social Team de la Fundación Messi, se realizaron las siguientes actividades:
- Hogar Pequeña Exaltación parte del programa social “Mi barrio”[12]
- Navidad para los Hogares: Hogar Casa Mama, Hogar Jesús Amigos, Casa Chicos del Sur y Club Villa Elvira
- Hogar Escobar
- Hospital Garrahan[13]
- Adhesión y difusión a la campaña “Doná una hora de tu tiempo”
- Adhesión y difusión a la colecta “más por menos”[14]

### Plim Plim en el Partido por la Paz en Roma
Plim Plim apareció en el Partido Interreligioso por la Paz de 2014, evento simbólico en apoyo a la diversidad cultural promovido por el papa Francisco en el que participaron jugadores y técnicos de varios países. Plim Plim también visitó el hospital pediátrico Bambino Gesù, que pertenece a la Santa Sede.
Fundación P.U.P.I y Scholas Ocurrentes participaron conjuntamente en este evento cuyos objetivos fueron la firma de un manifiesto por la paz por parte de todos los participantes y la recaudación de fondos. El dinero recaudado por la venta de entradas se destinó íntegramente a financiar ambas fundaciones.